# Radio Forum
Radio Forum war ein privater Hörfunksender aus Forbach in Frankreich.
Radio Forum ging am 31. Dezember 1982 an den Start und sendete zuletzt auf der UKW-Frequenz 92,8 MHz (vorher 94,8 MHz) und war daher über das Saarland hinaus zu empfangen. Gesendet wurde ein Programm in deutscher und französischer Sprache. Die Sendeleistung betrug ca. 1 Kilowatt. Der Standort für den Sendemast war auf dem Kelsberg bei Oeting (Frankreich) in der Nähe vom Wasserturm. Radio Forum stellte den Sendebetrieb am 26. Januar 1990 ein.
Seit dem 1. Juni 2023 wird der Name des Senders von einem Webradio geführt, das allerdings nicht in direkter Verbindung mit dem ehemaligen UKW-Radio steht.